# گندراسوی راه‌راه
گندراسوی راه‌راه (نام علمی: Mephitis mephitis) نام یک گونه از تیره گندراسو است.